# ShawnsFirstHeadlines
ShawnsFirtsHeadlines è il primo tour mondiale del cantante canadese Shawn Mendes, a supporto dell'EP The Shawn Mendes EP (2014).
È iniziato a New York il 15 novembre 2014 e si è concluso, dopo 51 spettacoli tra Nord America e Europa, a Stoccolma il 18 settembre 2015.

## Setlist
La seguente scaletta è del concerto del 9 giugno 2015, presso l'Hampton Beach Casino Ballroom di Hampton Beach, New Hampshire. Non rappresenta la scaletta di tutti i concerti del tour.
1. Something Big
2. Show You
3. Strings
4. I Don't Even Know Your Name
5. Stitches
6. Fallin' (cover di Alicia Keys)
7. Aftertaste
8. Never Be Alone
9. Hey There Delilah
10. Bring It Back
11. Thinking Out Loud (cover di Ed Sheeran)
12. A Little Too Much
13. Kid in Love
14. The Weight
15. Life of the Party

## Date
| Data              | Città         | Paese        | Venue                              |
| Nord America      | Nord America  | Nord America | Nord America                       |
| ----------------- | ------------- | ------------ | ---------------------------------- |
| 15 novembre 2014  | New York      | Stati Uniti  | Best Buy Theater                   |
| 22 novembre 2014  | Los Angeles   | Stati Uniti  | Club Nokia                         |
| 26 novembre 2014  | Los Angeles   | Stati Uniti  | Wiltern Theatre                    |
| 30 novembre 2014  | Toronto       | Canada       | Danforth Music Hall                |
| 5 dicembre 2014   | Los Angeles   | Stati Uniti  | Staples Center                     |
| 8 dicembre 2014   | Saint Paul    | Stati Uniti  | Xcel Energy Center                 |
| 10 dicembre 2014  | Filadelfia    | Stati Uniti  | Wells Fargo Center                 |
| 12 dicembre 2014  | New York City | Stati Uniti  | Madison Square Garden              |
| 14 dicembre 2014  | Boston        | Stati Uniti  | TD Garden                          |
| 15 dicembre 2014  | Washington    | Stati Uniti  | Verizon Center                     |
| 18 dicembre 2014  | Rosemont      | Stati Uniti  | Allstate Arena                     |
| 21 dicembre 2014  | Sunrise       | Stati Uniti  | BB&T Center                        |
| 22 dicembre 2014  | Tampa         | Stati Uniti  | Amalie Arena                       |
| Europa            |               |              |                                    |
| 23 febbraio 2015  | Stoccolma     | Svezia       | Debaser                            |
| 25 febbraio 2015  | Berlino       | Germania     | Frannz-Club                        |
| 1 marzo 2015      | Parigi        | Francia      | La Boule Noire                     |
| 4 marzo 2015      | Londra        | Regno Unito  | The Garage                         |
| Nord America      |               |              |                                    |
| 8 aprile 2015     | Miami Beach   | Stati Uniti  | The Fillmore Miami Beach           |
| 10 aprile 2015    | Atlanta       | Stati Uniti  | Center Stage Theater               |
| 11 aprile 2015    | Nashville     | Stati Uniti  | Ryman Auditorium                   |
| 12 aprile 2015    | St. Louis     | Stati Uniti  | The Pageant                        |
| 14 aprile 2015    | Minneapolis   | Stati Uniti  | Carlson Family Stage               |
| 15 aprile 2015    | Milwaukee     | Stati Uniti  | Eagles Ballroom                    |
| 17 aprile 2015    | Denver        | Stati Uniti  | Ogden Theatre                      |
| 19 aprile 2015    | Dallas        | Stati Uniti  | McFarlin Memorial Auditorium       |
| 21 aprile 2015    | Scottsdale    | Stati Uniti  | Livewire                           |
| 22 aprile 2015    | Santa Ana     | Stati Uniti  | The Observatory                    |
| 24 aprile 2015    | San Francisco | Stati Uniti  | Warfield Theatre                   |
| 23 maggio 2015    | Valdosta      | Stati Uniti  | All-Star Amphitheater              |
| 24 maggio 2015    | Orlando       | Stati Uniti  | Universal Music Plaza Stage        |
| 26 maggio 2015    | Charlotte     | Stati Uniti  | Amo's Southend                     |
| 27 maggio 2015    | Richmond      | Stati Uniti  | National Theater                   |
| 29 maggio 2015    | Clifton Park  | Stati Uniti  | Upstate Concert Hall               |
| 31 maggio 2015    | Huber Heights | Stati Uniti  | Rose Music Center                  |
| 7 giugno 2015     | Uncasville    | Stati Uniti  | Mohegan Sun Arena                  |
| 9 giugno 2015     | Hampton Beach | Stati Uniti  | Hampton Beach Casino Ballroom      |
| 10 giugno 2015    | Huntington    | Stati Uniti  | Paramount Theatre                  |
| 27 giugno 2015    | Darien        | Stati Uniti  | Darien Lake Performing Arts Center |
| 28 giugno 2015    | Hershey       | Stati Uniti  | Hersheypark Stadium                |
| 9 luglio 2015     | Jackson       | Stati Uniti  | Plymouth Rock Assurance Arena      |
| 16 luglio 2015    | Columbus      | Stati Uniti  | Lifestyle Communities Pavilion     |
| 21 luglio 2015    | Cleveland     | Stati Uniti  | Jacobs Pavilion                    |
| 22 luglio 2015    | Indianapolis  | Stati Uniti  | Farm Bureau Insurance Lawn         |
| 2 agosto 2015     | Regina        | Canada       | Molson Canadian Live Grandstand    |
| 4 agosto 2015     | Edmonton      | Canada       | Francis Winspear Centre            |
| 5 agosto 2015     | Calgary       | Canada       | Singer Concert Hall                |
| 7 agosto 2015     | Portland      | Stati Uniti  | Crystal Ballroom                   |
| 16 agosto 2015    | Los Angeles   | Stati Uniti  | Greek Theatre                      |
| Europa            |               |              |                                    |
| 12 settembre 2015 | Madrid        | Spagna       | Teatro Monumental                  |
| 15 settembre 2015 | Londra        | Regno Unito  | O2 Shepherd's Bush Empire          |
| 18 settembre 2015 | Stoccolma     | Svezia       | Lilla Scen                         |